# 299
299 (CCXCIX) var ett normalår som började en söndag i den julianska kalendern.

## Händelser

### Okänt datum
- Galerius besegrar sarmatierna och karperna.
- Kejsarinnan Jia av Kina åtalar kronprins Yu för förräderi och låter avsätta honom.

## Födda
- Jin Mingdi, kinesisk kejsare